# 苏鳌
苏鳌（1912年—1975年1月11日），湖南省浏阳县人，中国人民解放军开国少将。

## 生平
1928年参加鄂东南红军游击队。1929年加入中国共产党。历任中国工农红军湘鄂赣独立师排长，红三军团红十六军七师二十团连党代表，红六军团第十七师四十九团副营长，第十八师五十二团参谋长，师参谋长兼第五十三团团长、副师长。
抗战时，历任八路军第一二○师三五九旅七一七团营长，独立第四支队支队长，延安卫戍司令部参谋长，三五九旅补充团团长，八路军南下支队副参谋长。
解放战争时期，任中原军区鄂北军分区副司令员，晋绥军区第六军分区司令员，西北军政大学副教育长。 
中华人民共和国成立后，任1950年1月1日任总后方勤务部军械部部长，西北军区骑兵司令员，西北军区公安部队副司令员，河南省军区副司令员。
1955年，授予中国人民解放军少将。